# Microsteira brickavillensis
Microsteira brickavillensis är en tvåhjärtbladig växtart som beskrevs av Arenes. Microsteira brickavillensis ingår i släktet Microsteira och familjen Malpighiaceae. Inga underarter finns listade i Catalogue of Life.